# Erga omnes
La locuzione latina erga omnes significa "nei confronti di tutti".
Nel linguaggio giuridico, si usa dire che ha efficacia erga omnes una norma applicabile a intere categorie di persone. Il significato risulta quindi essere l'opposto del detto inter partes, cioè avente efficacia solo per le parti (di un giudizio, di un contratto, ecc.). 
In particolare, l'espressione di contratti erga omnes fu usata nel diritto del lavoro italiano per i contratti di lavoro che sulla base dei decreti Vigorelli trovavano applicazione verso tutti i datori di lavoro e di tutti i lavoratori, ossia anche dei datori di lavoro e dei lavoratori non iscritti ai sindacati.